# Solignac-sous-Roche
Solignac-sous-Roche település Franciaországban, Haute-Loire megyében. Lakosainak száma 261 fő (2022. január 1.). Solignac-sous-Roche Retournac, Roche-en-Régnier, Saint-André-de-Chalencon és Tiranges községekkel határos.

## Népesség
A település népessége az elmúlt években az alábbi módon változott:
| Lakosok száma | 164  | 127  | 121  | 202  | 227  | 233  | 243  | 263  | 266  | 261  |
|               | 1968 | 1982 | 1990 | 2006 | 2013 | 2015 | 2017 | 2019 | 2020 | 2022 |